# Ramsauer Sänger
Die Ramsauer Sänger sind ein bairischer volksmusikalischer Dreigesang aus Ramsau bei Berchtesgaden.
Die Gruppe entstand in den 1950er Jahren beim Klöcklsingen. Ab 1959 wurde die ernsthafte Probenarbeit aufgenommen. Bald kamen erste größere Auftritte und die Berührung mit Volksmusikgrößen wie den Riederinger Sängern, Wastl Fanderl und Annette Thoma. Bis zum Ausscheiden von Bernhard Stöckl 1968 waren die Ramsauer Sänger ein Viergesang, ab da ein Dreigesang mit Fritz Resch, Josef Graßl und Erhard Maltan. Es gibt zahlreiche Rundfunk- und Fernsehaufnahmen mit den Ramsauer Sängern insbesondere vom Bayerischen Rundfunk, ORF und Radio Bozen. In der Dreigesang-Besetzung gibt es sie bis heute, in den letzten Jahren haben sie ihre Auftritte aber reduziert.  

## Junge Ramsauer Sänger
Seit einigen Jahren treten die vier Söhne Fritz Reschs – Wasti, Hansi, Simon und Sepp Resch – als Junge Ramsauer Sänger auf. Sie können bereits zahlreiche Auftritte sowie Rundfunk- und Fernsehaufnahmen vorweisen.